# Cantar-Galo
Cantar-Galo ist ein Ort und eine ehemalige Gemeinde (Freguesia) im portugiesischen Kreis Covilhã. Die Gemeinde hatte 2233 Einwohner (Stand 30. Juni 2011).
Am 29. September 2013 wurden die Gemeinden Cantar-Galo und Vila do Carvalho zur neuen Gemeinde União das Freguesias de Cantar-Galo e Vila do Carvalho zusammengeschlossen.